# Uracanthus griseus
Uracanthus griseus är en skalbaggsart som beskrevs av Thongphak och Wang 2007. Uracanthus griseus ingår i släktet Uracanthus och familjen långhorningar. Inga underarter finns listade i Catalogue of Life.